# ニチモウ
ニチモウ株式会社（英: NICHIMO CO., LTD.）は、東京都品川区に本社を置く日本の漁網メーカー。

## 概要
1910年（明治43年）に発足した山口県下関市の高津（こうづ）商店漁業部を前身とする。1919年（大正8年）株式会社高津商会を設立。翌1920年（大正9年）日本漁網船具株式会社へ改称、日本一の漁網会社を目指し、単に漁業のみにとどまらず水産品、食品加工機械、資材などにおいても扱いを広げる。1972年（昭和47年）ニチモウ株式会社へ社名変更を機に、「水産業に基盤を置く専門商社」として事業を展開。大正末期より漁船燃料の販売も行い、1949年（昭和24年）に石油元売業者の指定を受け、キグナス石油（2004年（平成16年）12月 - 三愛石油へ譲渡）に引き継がれている。
浜から食卓までを網羅し繋ぐ（Connecting everything From Ocean to Dining）をモットーに、水産物の輸入および水産加工品の製造と販売、漁業資材、農業資材、食品加工機械、建装材、包装資材、健康食品の販売を行っている。

## 主な事業
- 食品事業 - すり身、カニ、助子、冷凍魚、魚卵等の原料、水産加工品（たらこ、明太子）などを扱う。
- 海洋事業 - 漁網、漁具資材、養殖用資材、船具、舶用品、陸上ネット（落石防止、遊具等）などを扱う。
- 機械事業 - 中華成形機、クレープ成型機、豆腐製造装置、練製品製造装置、製麺機、トンネルフリーザー[注釈 1]、フードスライサー[注釈 2]、熱交換機、自動包装機などを扱う。
- 資材事業 - 建装材、包装資材、農畜資材（土壌改良材「コフナ」[注釈 3]）などを扱う。
- バイオティックス事業 - 子会社のニチモウバイオティックスを通じ、大豆イソフラボンなどの健康食品を扱う。
- 物流事業 - 子会社のニチモウロジスティクスを通じ、倉庫内および配送業務を扱う。

## 沿革
- 1898年（明治31年）4月 - 「遠洋漁業奨励法」[注釈 4]制定。同年5月に「遠洋漁業練習生制度」[注釈 5]がもうけられる。[5]
- 1908年（明治41年） - 遠洋漁業練習生制度により、水産講習所漁撈科同期の林田甚八と岩本千代馬がイギリスへ留学。トロール漁業の本場で漁法から漁網・漁具製造技術、事業経営のノウハウを学ぶ。[6]
- 1910年（明治43年）4月 - 神戸市の貿易商高津商店の高津英馬[注釈 6]がトロール漁業事業に出資、下関市にて高津商店漁業部を興す。信徳丸、信幸丸ほか2隻のトロール漁船をただちに建造し所有、イギリスから帰国した林田甚八[注釈 7]が、顧問山脇宗次[注釈 8]の紹介により参画。
- 1911年（明治44年）5月 - 岩本千代馬[注釈 9]がイギリスから帰国し、林田より1年遅れて高津商店漁業部に参画。
- 1914年（大正3年）11月 - 所有のトロール漁船4隻を共同漁業（現・日本水産）に譲渡、漁業部を解散し、あらたに高津商店製網部を設立。
- 1919年（大正8年）8月17日 - 株式会社高津商会設立[注釈 10]。山脇宗次が初代社長に就任。
- 1920年（大正9年）6月19日 - 日本漁網船具株式会社に名称変更。
- 1922年（大正11年）
  - 7月 - ヴァキュームオイル社[注釈 11]と潤滑油販売の代理店契約締結。
  - 8月 - 東京出張所を東京市京橋区南槇町[注釈 12]に開設（1927年（昭和2年）営業所に昇格）[11]。
- 1923年（大正12年）3月 - 東京出張所を丸ノ内ビルヂングに移転[注釈 13][11]。
- 1924年（大正13年） - 戸畑鋳物株式会社（後の日立金属）の舶用小型石油発動機の取扱いと前後し、船具部が石油の販売開始。背景には「小型漁船の動力化」と「鮮魚輸送の活発化」があった。[6]
- 1929年（昭和4年） - 戸畑出張所を当時の戸畑冷蔵（現・日本水産）鮮魚揚場屋上に開設。
- 1931年（昭和6年）6月 - 日本測器株式会社設立（神戸市）。
- 1936年（昭和11年）2月 - 日本漁網船具株式会社と株式会社大隈鉄工所（現・オークマ）の共同出資により、東洋組網工業株式会社設立[注釈 14]（名古屋市）。無結節網の生産を開始。
- 1940年（昭和15年）4月 - 本社を東京（丸ノ内ビルヂング）に移転[注釈 15][11]。
- 1942年（昭和17年）7月 - 陸軍航空本厰監督工場に指定され軍用偽装網を生産[注釈 16]。
- 1945年（昭和20年）2月 - 九州鉄鋼株式会社設立（戸畑市（現・北九州市戸畑区））。
- 1947年（昭和22年）5月 - 日本特殊製綱株式会社発足（下関市）。同年9月よりロープ生産を開始。
- 1949年（昭和24年）
  - 4月 - 石油配給業務が民間へ移管され、日本石油、三菱石油、昭和石油、日本鉱業、出光興産、ゼネラル物産、スタンダードヴァキューム社、カルテックス社、シェル石油とともに元売業者の指定を受け、石油販売への本格的な第一歩を踏み出す。[12]
  - 10月 - 日本船燈株式会社（1936年（昭和11年）設立）の増資に際し、日本漁網船具と三洋商事株式会社が共同出資、大株主となる。[13]
- 1958年（昭和33年）
  - 2月 - 無結節編網機第1号を新地工場（下関上新地町）に設置し、無結節網の自主生産を開始。
  - 11月 - 日網石油精製株式会社設立。東亜燃料工業50%、日本漁網船具40%、日本水産10%の共同出資。
- 1962年（昭和37年）5月 - 繊維業として、東京証券取引所第二部に上場。
- 1965年（昭和40年） - 耐水段ボールの商品化に成功。[注釈 17]
- 1966年（昭和41年）
  - 4月 - アメリカのサン石油会社（Sun Oil Co.）との合弁で日本サン石油設立（東京都）。
  - 8月 - 本社を日本ビルヂングに移転[11]。
- 1967年（昭和42年）
  - 4月 - 商業として、東京証券取引所第一部に指定替え。同年、冷凍すり身（スケトウダラ）[注釈 18] の本格販売開始。
  - 7月 - 下関に水槽実験場が完成。[注釈 19]
- 1968年（昭和43年）11月 - 日網興産株式会社設立（東京都）。
- 1969年（昭和44年）3月 - 船内シュリンク包装に取り組み第1号機をカニ母船へ搭載。
- 1972年（昭和47年）2月 - 石油部門を分離し、東亜燃料工業（→東燃→東燃ゼネラル石油→現・ENEOS）との共同出資によりキグナス石油株式会社を設立。ニチモウ株式会社に社名変更。
- 1973年（昭和48年）8月 - 大英技研株式会社（尼崎市）と総販売代理店契約を締結。
- 1975年（昭和50年）6月 - 全自動乾海苔製造装置「ニチモウワンマン」第1号機完成。[注釈 20]
- 1976年（昭和51年）3月 - 合成樹脂（塩ビシート）によるメタリック調シートとVカット加工機開発。弱電メーカー向けテレビ・ステレオ用、建材分野に展開。
- 1977年（昭和52年）
  - 5月 - 日ソ漁業暫定協定調印。200カイリ時代に入る。
  - 9月 - 株式会社はねうお（現・ニチモウフーズ株式会社）設立（東京都）。
- 1978年（昭和53年） - 中央造機の協力のもと、UC網（ウルトラクロスネット、英称：Ultra Cross Knotless Netting）機の開発を開始する。
- 1979年（昭和54年） - 微生物資材「コフナ」による農業分野への進出をはかるためマーケティング活動開始。[6]
- 1980年（昭和55年）
  - 4月 - ニチモウワシントン社（現・ニチモウインターナショナル社）設立（米国シアトル市）。
  - 7月 - 下関はねうお食品株式会社（現・はねうお食品株式会社）設立[15]（下関市）。同年、養殖事業への取組みを開始。[注釈 21]
- 1988年（昭和63年）3月 - 日東シュリンプ株式会社（現・株式会社ホウスイ）設立（東京都）。
- 1992年（平成4年）4月 - 株式会社備文（現・株式会社ビブン）と資本・業務提携（福山市）。
- 1994年（平成6年）4月 - 株式会社ニチモウプロダクツ設立（下関市）。
- 1995年（平成7年）6月 - ニチモウアメリカ社（現・ノールイースタントロールシステムズ（NET systems）社）設立（米国シアトル市）。[注釈 22]
- 1999年（平成11年）
  - 1月 - ニチモウバイオティックス株式会社設立（東京都）。健康食品素材および健康食品の製造販売を開始。
  - 7月 - 「第1回ジャパン・インターナショナル・シーフードショー」に出展。
  - 8月 - 本社を天王洲郵船ビル（現在地）[注釈 23]に移転[11]。
- 2001年（平成13年）7月 - 株式会社福産（現・株式会社博多っ子本舗）設立（福岡市）。
- 2002年（平成14年）
  - 3月 - 旧函館ニチモウ株式会社[注釈 24]と旧森製綱株式会社[注釈 25]が合併し北海道ニチモウ株式会社となる。
  - 10月 - 株式会社ニチモウプロダクツから全自動乾海苔製造装置および関連機資材の製造販売を行う部門が独立し、株式会社ニチモウワンマン設立（下関市）。
  - 12月 - 株式会社ニチモウプロダクツと日本特殊製綱株式会社が合併、西日本ニチモウ株式会社へ社名変更し、事業を継承する。
- 2004年（平成16年）9月 - 株式会社ニチモウマリカルチャー設立（福岡市）。
- 2005年（平成17年）3月 - 株式会社ソーエー設立（能美市）。同年、6月より営業開始。
- 2008年（平成20年）12月 - 株式会社ヤマイチ水産（紋別市）の全株式を取得。
- 2010年（平成22年）
  - 4月 - 高津商店漁業部発足から100周年を迎える。
  - 4月 - 株式会社小樽フーズ設立（小樽市）。
  - 9月 - 西日本キャリテック株式会社（福岡市）（現・ニチモウロジスティクス株式会社）を子会社化、物流事業開始。[16]
- 2012年（平成24年）3月 - 東日本大震災で海底に堆積したガレキ回収網を宮城県内の漁業関係者と共同開発。[17][18]
- 2013年（平成25年）1月 - サンアラワS.A.社（アルゼンチン共和国）の株式取得。[19]
- 2016年（平成28年）8月 - 高砂熱学工業株式会社の特殊技術「過冷却シャーベット製氷機」を活用した実用化試験本格的開始。[20][21]
- 2017年（平成29年）
  - 8月 - マルキュー食品株式会社（福岡市）を子会社化。ニチモウグループにおける辛子明太子・たらこの生産、販売体制の拡大を目指す。
  - 9月 - ニチモウフーズ株式会社（東京都）がニチモウバイオティックス株式会社（東京都）の「イムバランスR」を一般食品向け添加物として発売開始、商品名「発酵きなこ」。
- 2018年（平成30年）
  - 3月 - マリンハイドロテック（MHT社、福岡市）と北欧式の省人・省力化中型まき網用揚網システムを共同開発。[22]
  - 4月 - 子会社のノールイースタントロールシステムズ（NET systems）社、米国シアトル市）の製造するUC網（ウルトラクロスネット、英称：Ultra Cross Knotless Netting）が、米国メジャーリーグ（MLB）30球場のうち20球場で防球ネットとして活用されていることが取り上げられる。[23]
- 2019年（平成31年）2月 - サンアラワS.A.社（アルゼンチン共和国）の株式をペスカマールホールディング社へ譲渡。[24]
- 2019年（令和元年）
  - 6月 - 煙台緑美食品公司（中国山東省）が食品事業部門の関連会社となる。
  - 8月17日 - ニチモウ創立100周年を迎える。[注釈 26][注釈 27]
- 2020年（令和2年）
  - 10月 - 株式会社福産を「株式会社ちかえフーズ」へ商号変更「博多 料亭 稚加榮ブランド」の辛子明太子製造を新たに始める。同再編に伴い株式会社博多っ子本舗（福岡市）は8月に辛子明太子の製造を停止した。[25]
  - 11月 - 環境省の令和2年度脱炭素社会を支えるプラスチック等資源循環システム構築実証事業の公募について、海洋資材（漁網・ロープ等）のバイオプラスチック化とその商品化・普及に関する実証事業が採択される。[26]
- 2021年（令和3年）4月 - 九州電力と豊前発電所（福岡県豊前市）遊休地内で行うサーモン陸上養殖事業のための共同出資会社設立の検討開始を合意。[27]

## 連結子会社
- ニチモウフーズ株式会社
- はねうお食品株式会社
- 株式会社ヤマイチ水産
- 株式会社小樽フーズ
- マルキュー食品株式会社
- 株式会社ちかえフーズ
- 西日本ニチモウ株式会社
- 北海道ニチモウ株式会社
- 株式会社ニチモウワンマン
- 株式会社ニチモウマリカルチャー
- トーエイ株式会社
- 株式会社ビブン
- 株式会社ソーエー
- ニチモウバイオティックス株式会社
- ニチモウロジスティクス株式会社
- 日網興産株式会社
- ノールイースタントロールシステムズ社（NET Systems)
- ニチモウインターナショナル社(NICHIMO INTERNATIONAL)

## 非連結子会社
- 東北ニチモウ株式会社
- 山陰日網株式会社
- トーエイ株式会社
- ニチモウ物流株式会社
- 有限会社北海道マリンサービス
- 大連日網貿易有限公司

## 持分法適用会社
- 日本サン石油株式会社
- 日本測器株式会社
- 日本船燈株式会社

## 関連会社
- アサヒテックス株式会社
- 株式会社ジェイネットコーティング
- 煙台緑美食品有限公司